# Cultura do Ruanda

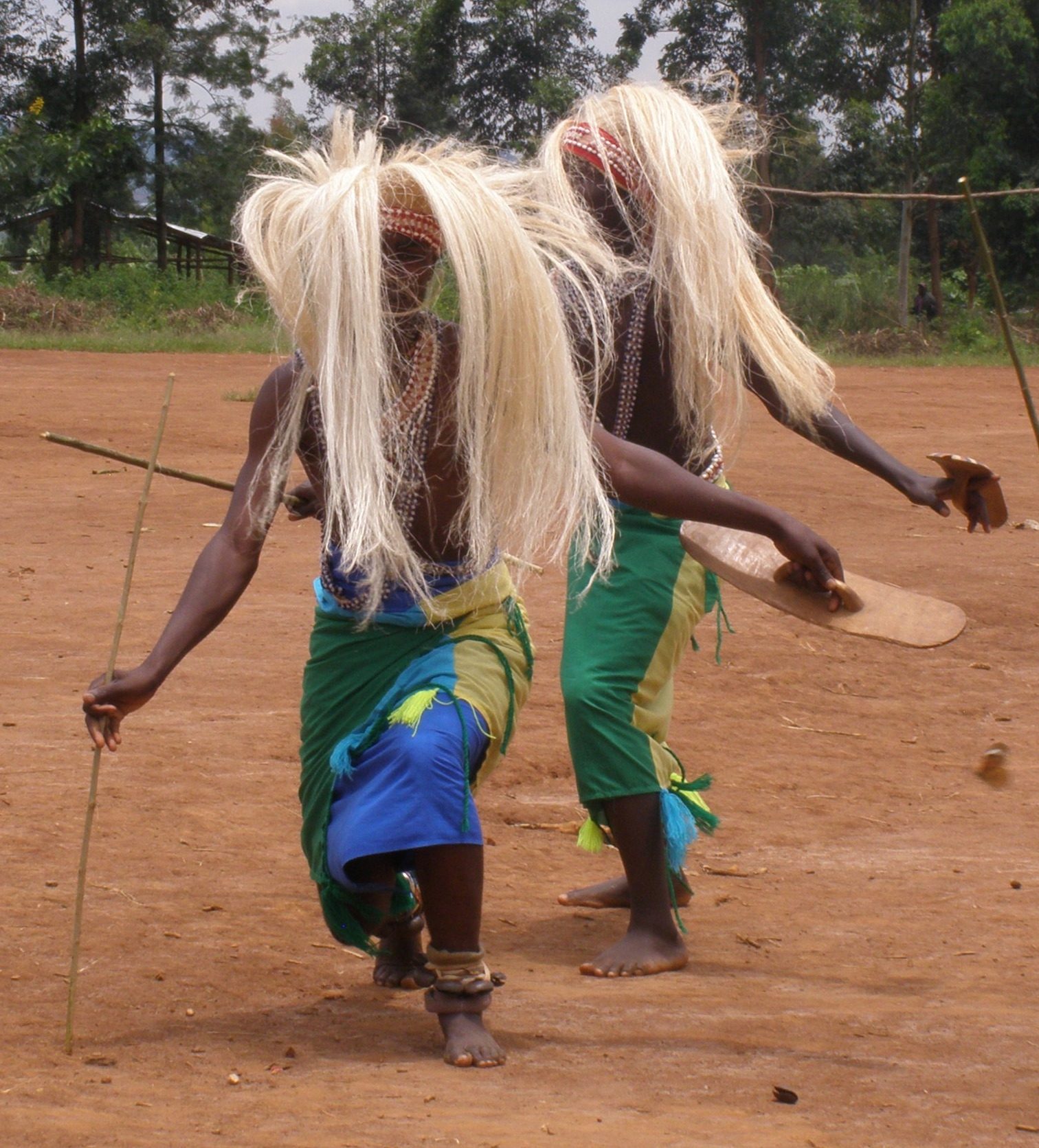
Dançarinos intore

A cultura do Ruanda é variada. Ao contrário de muitos outros países de África, o Ruanda é um estado unificado desde os tempos pré-coloniais, povoado pelo povo baniaruanda, que partilha uma única língua e herança cultural.

## Música e dança
A música e a dança são parte integrante das cerimónias, festivais, encontros sociais e contação de histórias do Ruanda. A dança tradicional mais famosa é o Intore, uma rotina altamente coreografada que consiste em três componentes - o balé, executado por mulheres; a dança dos heróis, executada por homens, e os tambores. Tradicionalmente, a música é transmitida oralmente, com estilos que variam entre os grupos sociais. Os tambores são de grande importância, pois os bateristas reais desfrutam de alto status na corte dos mwami. Os bateristas geralmente tocam juntos em grupos de sete ou nove.
Ruanda tem uma crescente indústria musical popular, influenciada pela música da África Oriental, congolesa e americana. Os gêneros mais populares são o hip-hop e o R&B, muitas vezes misturados com ragga e dance-pop. Artistas locais populares incluem The Ben e Meddy, ambos premiados, e artistas mais recentes como Miss Shanel, Kitoko, Riderman, Tom Close, King James, Mani Martin, Knowless, Charly na Nina e outros.[carece de fontes?]

## Culinária
A culinária ruandesa é baseada em alimentos básicos locais produzidos pela agricultura de subsistência tradicional. Historicamente, ela variou entre os diferentes grupos étnicos do país. Os alimentos básicos ruandeses incluem bananas, bananas-da-terra (conhecidas como ibitoke ), leguminosas, batata-doce, feijão e mandioca. Muitos ruandeses não comem carne mais do que algumas vezes por mês. Para quem vive perto de lagos e tem acesso a peixes, a tilápia é popular.
A batata, que se acredita ter sido introduzida em Ruanda pelos colonialistas alemães e belgas, tornou-se muito popular. Ugali é uma pasta feita de mandioca ou milho e água, para formar uma consistência semelhante a um mingau que é consumida em toda a África Oriental. O isombe é feito com folhas de mandioca amassadas e servido com peixe seco.
O almoço geralmente é um bufê conhecido como melange, composto pelos alimentos básicos acima e possivelmente carne. Um espeto é a comida mais popular quando se come fora à noite, geralmente feita de cabra, mas às vezes de tripa, carne bovina, suína ou peixe. Nas áreas rurais, muitos bares têm um vendedor de espetinhos responsável por cuidar e abater as cabras, espetar e grelhar a carne e servi-la com bananas grelhadas.
O leite, particularmente na forma fermentada chamada ikivuguto, é uma bebida comum em todo o país. Outras bebidas incluem uma cerveja tradicional chamada cerveja de banana, feita de sorgo ou banana, que aparece em rituais e cerimônias tradicionais. As cervejas comerciais produzidas em Ruanda incluem Primus, Mützig e Amstel.

## Artes e ofícios

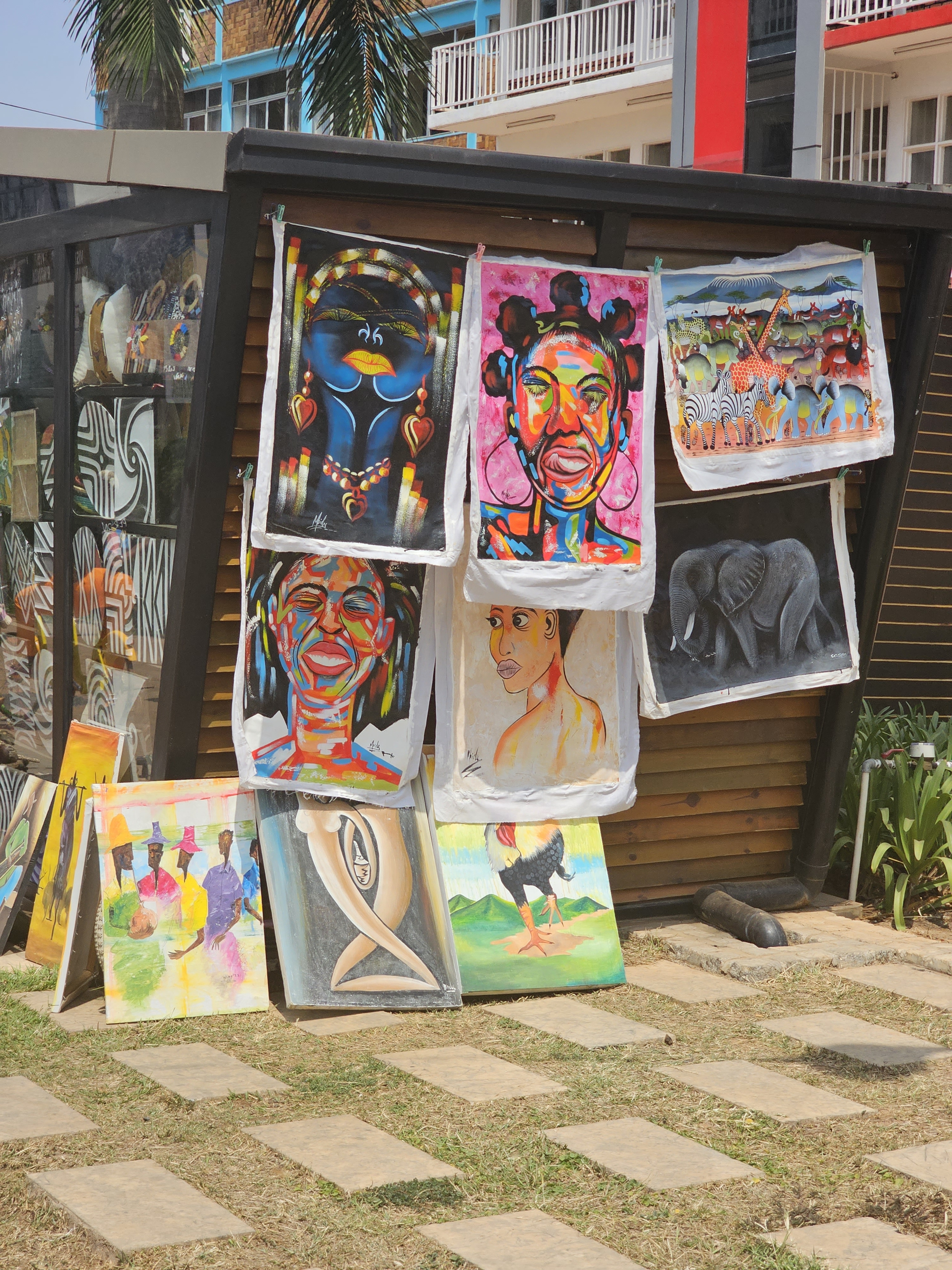
Pinturas em exposição em Quigali

As artes e ofícios tradicionais são produzidos em todo o país, embora a maioria tenha se originado como itens funcionais e não apenas para decoração. Cestos e tigelas de tecido são especialmente comuns.
O sudeste de Ruanda é famoso pelo imigongo, uma arte única feita com esterco de vaca, cuja história remonta à época em que a região fazia parte do reino independente de Gisaka. O esterco é misturado com solos naturais de várias cores e pintado em cristas padronizadas, formando formas geométricas.
Outras artes e ofícios incluem cerâmica, pintura e escultura em madeira, feitos principalmente por estudantes artistas da Escola de Arte de Nyundo, a única escola de arte que Ruanda teve de 1959 até hoje, onde quer que existam outras instituições diferentes que estão tentando treinar artes visuais e sonoras atualmente.

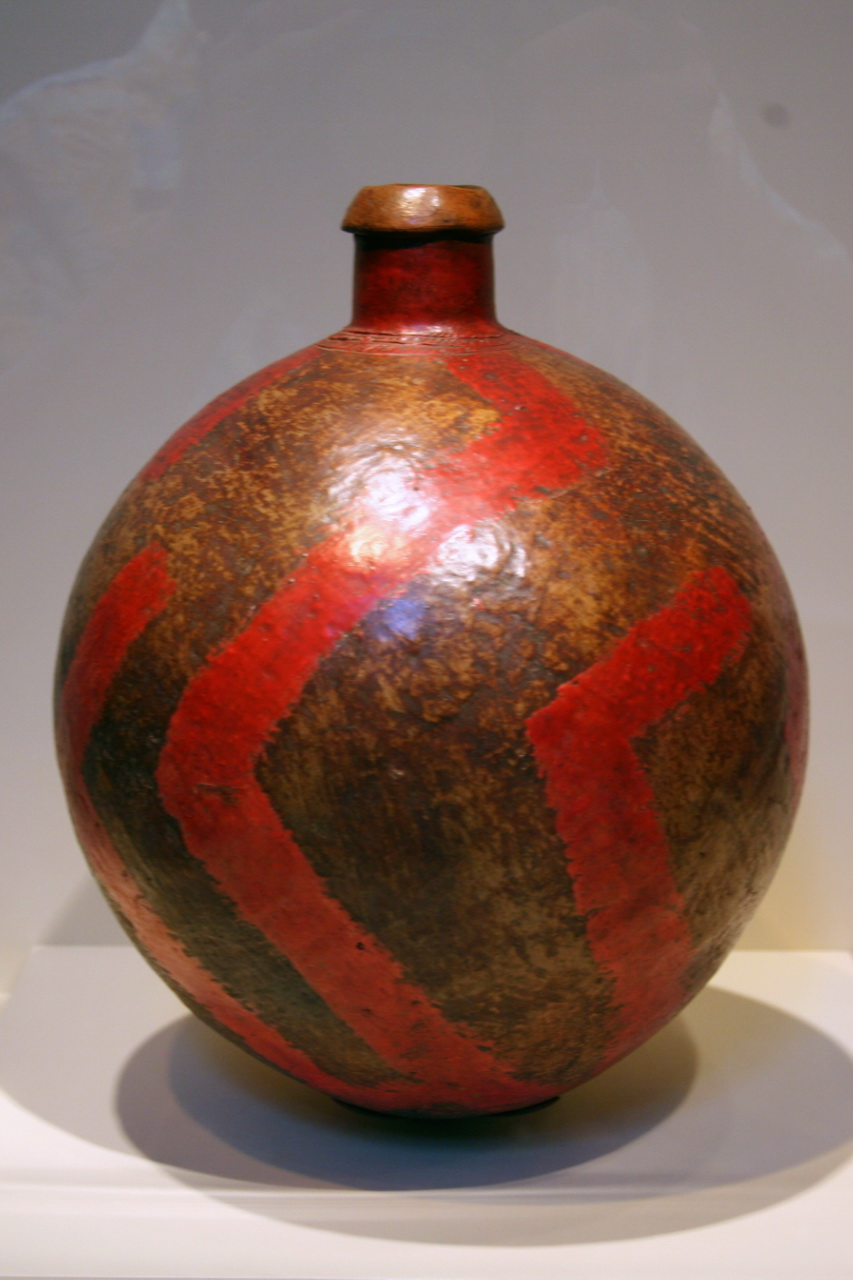
Garrafa, dos xítsuas, Ruanda, início do século XX

## Literatura e artes cênicas
Ruanda não tem uma longa história de literatura escrita, mas há uma forte tradição oral que vai da poesia aos folclores. Em particular, a corte real pré-colonial desenvolveu tradições de ibitekerezo (poesia musical épica), ubucurabwenge (genealogias reais normalmente recitadas em cerimônias de coroação) e ibisigo (poemas reais). Muitos dos valores morais e detalhes da história do país foram transmitidos de geração em geração. A figura literária ruandesa mais famosa foi Alexis Kagame (1912 – 1981), que realizou e publicou pesquisas sobre a tradição oral, além de escrever sua própria poesia.
O Genocídio Ruandês resultou no surgimento de uma literatura de relatos de testemunhas, ensaios e ficção de uma nova geração de escritores, como Benjamin Sehene que publicou o primeiro romance francófono ruandês desde o genocídio, Le Feu sous la soutane (Fogo sob a batina), publicado em 2005) e Fred Mfuranzima.
Dorcy Rugamba é filho de Cyprien e Daphrose Rugamba, que foram assassinados junto com seis de seus dez filhos no genocídio, e escreveu e produziu muitas peças e outras obras sobre o genocídio. Ele é o autor do livro de memórias de 2024, Hewa Rwanda, une lettre aux absents.

## Indústria cinematográfica
Vários filmes foram produzidos sobre o genocídio, incluindo Hotel Ruanda e Shooting Dogs, indicados ao Globo de Ouro. Este último foi filmado no próprio Ruanda e contou com sobreviventes no elenco.
Neptune Frost é um musical afrofuturista americano-ruandês de 2021, codirigido por Saul Williams e pela artista e diretora de fotografia nascida em Ruanda, Anisia Uzeyman . É estrelado por Cheryl Isheja, Elvis Ngabo, Bertrand "Kaya Free" Ninteretse, Eliane Umuhire, Dorcy Rugamba e outros atores ruandeses.